# Filips Damiaan Lodewijk van Hoensbroeck

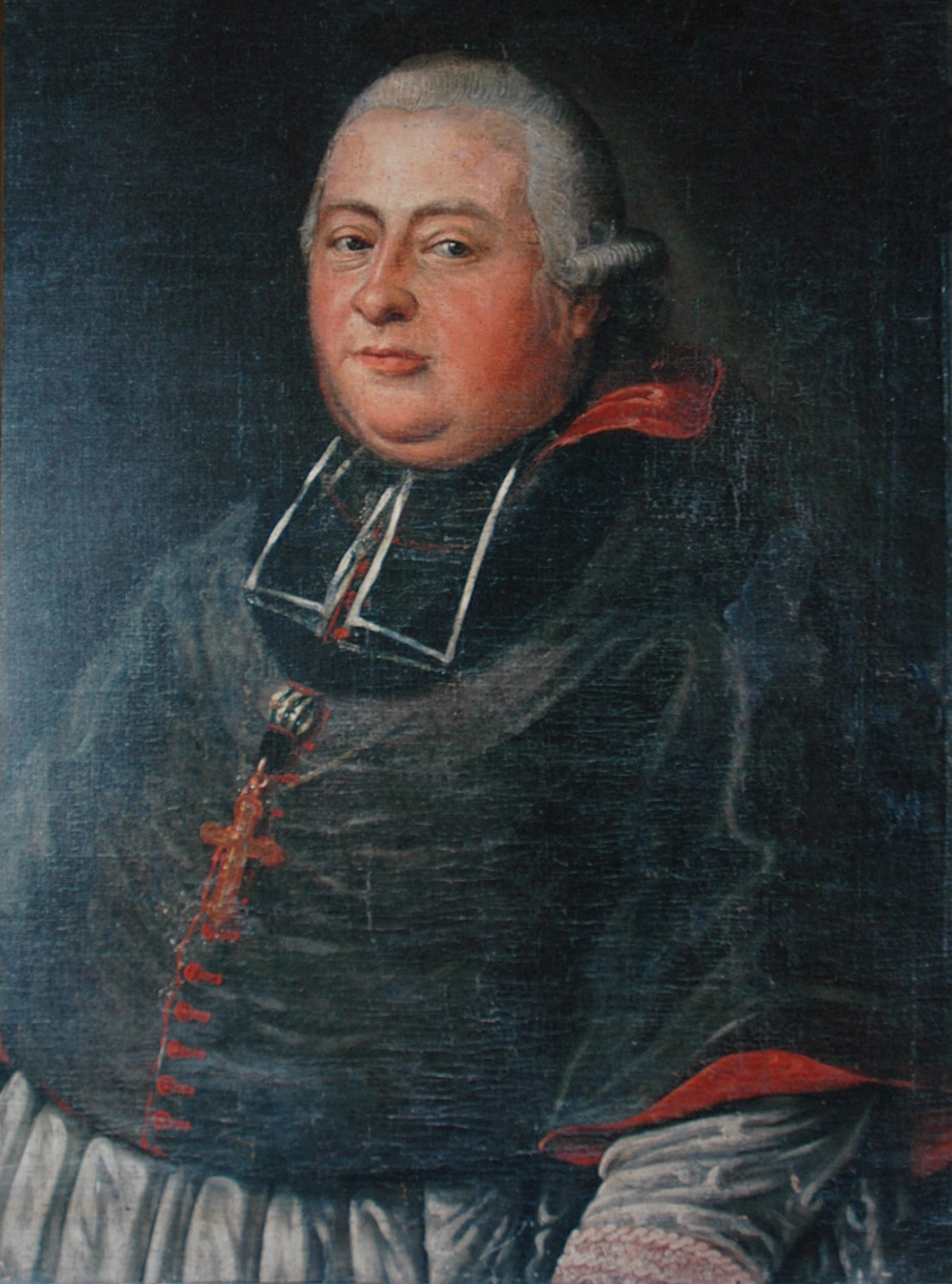
Philip Damiaan van Hoensbroeck

Filips Damiaan Lodewijk graaf van en tot Hoensbroeck (Roermond, 24 februari 1724 - 17 april 1793) was de dertiende bisschop van Roermond, van 1775 tot zijn dood. Hij behoort tot de oude Limburgse adellijke familie van Hoensbroeck en werd geboren als zoon van Franz Arnold Adrian van Hoensbroeck (1696–1759) en diens uit Mainz afkomstige echtgenote Marie Sophie von Schönborn (1702–1760). Zij was een dochter van de diplomaat Rudolf Franz Erwein von Schönborn (1677–1754), Oberhofmarschall van de keurvorst (bisschop) van Mainz. Filips Damiaan was een achterneef van de prins-bisschop van Luik, Cesar Constantijn Frans van Hoensbroeck.
Hoensbroeck resideerde op kasteel Hillenraad te Swalmen. Hij was een zwaarlijvige man, groot levensgenieter, zachtaardig van karakter en een groot muziekliefhebber. Hij was vol van medelijden met alle noodlijdenden.
Op 1 november 1771 werd Hoensbroeck tot priester gewijd. Op 29 mei 1775 werd hij benoemd tot bisschop van Roermond. Zijn bisschopswijding vond plaats op 2 juli 1775. Voor zijn bisdom was hem niets te veel. Het volk en de geestelijkheid eerden hem als groot weldoener en vader.
In 1792 vielen revolutionaire troepen van Frankrijk het bisdom binnen en belegerden kasteel Hillenraad. Volgens de overlevering had de bisschop zich toen in zijn geheime kamer verborgen. Hoe goed de Franse soldaten naar hem zochten, ze vonden de bisschop niet. Een Franse generaal kwam op het idee om 's avonds als het donker was alle kamers in het kasteel te verlichten. De kamer die dan niet verlicht was, moest de geheime kamer zijn. Maar bisschop Hoensbroeck werd gewaarschuwd en hij zette die avond ook een kaars voor het raam waardoor de geheime kamer alsnog niet ontdekt werd. Volgens een andere overlevering verbleef hij (ook) op kasteel Hoensbroek.
Hoensbroeck overleed op 69-jarige leeftijd. Hij werd als bisschop opgevolgd door Joannes van Velde tot Melroy en Sart-Bomal. Op last van het Oostenrijkse bestuur kon de bisschop niet worden begraven in Roermond. Twee kapelaans en een koster begroeven hem toen in de Sint Martinuskerk te Venlo. Op 5 november 2018 werd zijn ongemarkeerde graf geopend voor nader onderzoek. Hierbij werd de gebroken grafsteen gerestaureerd. Vervolgens zijn de stoffelijke resten van de bisschop op 15 augustus 2019 na een pontificale requiemmis, met als hoofdcelebrant monseigneur Harrie Smeets, opnieuw begraven.